# プスタ

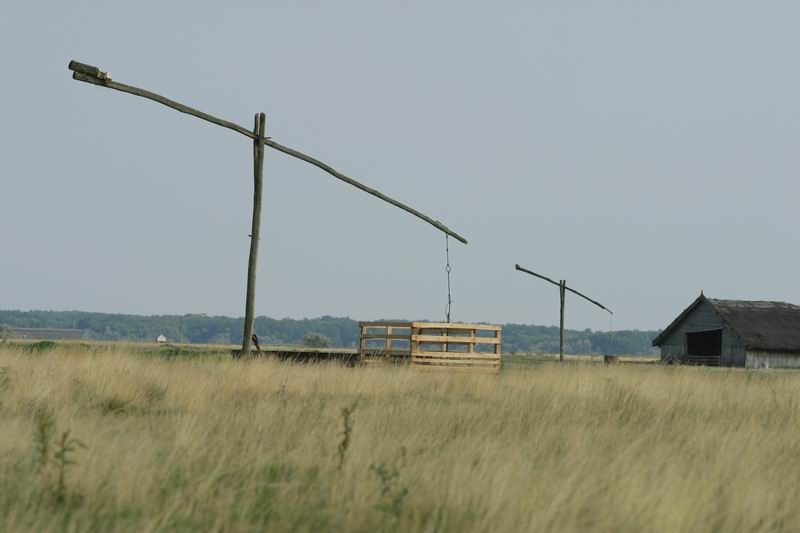
プスタのつるべ井戸

プスタ（ハンガリー語: puszta[ˈpustɒ]）は、中央ヨーロッパ西部から東ヨーロッパにかけての大平原。ハンガリー平原、ハンガリー草原とも呼ばれる。オルフェルド（ハンガリー大平原）の東部を占め、かつては温帯性の草原であったがオスマン帝国時代に耕地化が進んだ。

## 概要
プスタはドナウ川の中流域に広がり、ティサ川などが流れる。その大部分をハンガリーが領有し、スロヴァキア、セルビア（ヴォイヴォディナ）、スロヴェニア、オーストリアの一部にも広がる。ハンガリー随一の穀倉地帯で、小麦やヒマワリなどが栽培されている。元々は広大な森林地帯が広がっていたが、ハンガリーがオスマン帝国に領有されていた時代に木々が伐採され、湿地帯と化し、洪水が絶えなかった。そのため、河川を改良したことで、結果的に乾いた大地へと変貌した。ハンガリーの東部では、ホルトバージ国立公園などのように国立公園に指定されている場所もある。

## 生態系
プスタはアルカリ性のステップであり、沼地、養魚池、森林、ヨシ原も分布している。ハンガリー東部一帯の特徴的な植物はヨシ、スイレン、ウラギクなどであり、バッタ、ガなどの昆虫類、ヨーロッパスズガエル、ダニューブクシイモリなどの両生類、カリガネ、クロヅル、ソリハシセイタカシギ、シロチドリ、ノガン、サンカノゴイ、アオガン、セイタカシギ、セーカーハヤブサなどの鳥類、ヨーロッパビーバー、ユーラシアカワウソ、ステップオナガネズミ、ヨーロッパハタリス、オコジョ、ステップケナガイタチなどの哺乳類が生息している。ただし、近年にはイタチハギ、トネリコバノカエデ、ヤナギバグミ、オオトウワタなどの外来種の植物が侵入している。
ホルトバージ国立公園とキシュクンシャーグ国立公園はユネスコの生物圏保護区に指定されており、一帯に多数のラムサール条約登録地がある。